# Gouinia longiramea
Gouinia longiramea är en gräsart som beskrevs av Jason Richard Swallen. Gouinia longiramea ingår i släktet Gouinia och familjen gräs. Inga underarter finns listade i Catalogue of Life.